# Bartholomew de Badlesmere
Bartholomew de Badlesmere (ur. 1275, zm. 14 kwietnia 1322 w Blean) – angielski możnowładca, syn i dziedzic Guncelina de Badlesmere i Joan FitzBernard, córki Ralpha FitzBernarda.
Podobnie jak ojciec związał swoją karierę z dworem królewskim. W 1294 r. brał udział w walkach z Francuzami w Gujennie. W 1297 r. towarzyszył królowi Edwardowi I w wyprawie na Flandrię. Walczył również w bitwie ze Szkotami pod Falkirk w 1298 r. Rok później został jednym z rycerzy przybocznych króla. W 1307 r. reprezentował w parlamencie hrabstwo Kent.
Większe zaszczyty stały się jego udziałem odkąd w 1307 r. na tronie zasiadł Edward II. W sierpniu tego roku został konstablem zamku Bristol. W 1309 r. otrzymał tytuł barona Badlesmere. Później jego drogi zaczęły się rozchodzić z królewskimi. W marcu 1310 r. Badlesmere był jednym z baronów, którzy podpisali petycję do króla z prośbą o reformy. W 1312 r. został zmuszony do zrzeczenia się pieczy nad Bristolem. Jednak w czerwcu 1312 r., po egzekucji królewskiego faworyta Piersa Gavestona, Badlesmere ponownie pogodził się z królem i powrócił na dwór królewski.
Badlesmere stał się wówczas jednym z ważniejszych doradców królewskich. Razem z hrabią Pembroke poprowadził w 1315 r. ekspedycję przeciwko Szkotom. W 1316 r. odegrał ważną rolę w stłumieniu powstania walijskiego Llywelyna ab Rhysa. Później Edward II wysłał go razem z Pembroke’em w poselstwie na dwór papieski. W 1318 r. Badlesmere doprowadził do porozumienia między Edwardem a liderem opozycji baronów, hrabią Lancaster. Sprzeciwiał się także dominacji na dworze Despenserów.
Wobec narastającego w kolejnych latach konfliktu króla z baronami, Badlesmere starał się zachować neutralność. Ostatecznie jednak musiał opowiedzieć się po stronie baronów. W październiku 1321 r. królowa Izabela zażądała od żony Badlesmere, Margaret de Clare, aby ugościła ją w zamku Leeds. Lady Badlesmere odmówiła, co wywołało gwałtowną reakcję króla Edwarda, który zaatakował zamek i wziął lady Badlesmere do niewoli. To spowodowało, że jej mąż otwarcie przyłączył się do buntowników.
16 marca 1322 r. buntownicy ponieśli rozstrzygającą klęskę pod Boroughbridge. W bitwie tej walczył Badlesmere, któremu udało się uciec z pola bitwy. Wkrótce został jednak pojmany w Blean niedaleko Canterbury i tam powieszony 14 kwietnia 1322 r.
Przed 30 czerwca 1308 r. poślubił Margaret de Clare (ok. 1287 – 1333), córkę Thomasa de Clare (syna 6. hrabiego Hertford, i Juliany FitzMaurice, córki sir Maurice’a fitz Maurice. Bartholomew i Margaret mieli razem syna i cztery córki:
- Margery de Badlesmere, żona Williama de Ros, 2. barona Ros of Helmsley, jej wnuczka poślubiła 3. hrabiego Ormonde
- Maud de Badlesmere (ok. 1310 – 1366), żona Johna de Vere, 7. hrabiego Oxford, miała dzieci
- Elizabeth de Badlesmere (ok. 1313 – 8 czerwca 1356), żona sir Edmunda de Mortimera i Williama de Bohun, 1. hrabiego Northampton, miała dzieci z obu małżeństw (jej synem z pierwszego małżeństwa był 2. hrabia Marchii)
- Gilles de Badlesmere (18 października 1314 – 7 czerwca 1338), 2. baron Badlesmere
- Margaret de Badlesmere (ur. ok. 1315), żona sir Johna Tiptofta, miała dzieci